# Uranium de retraitement

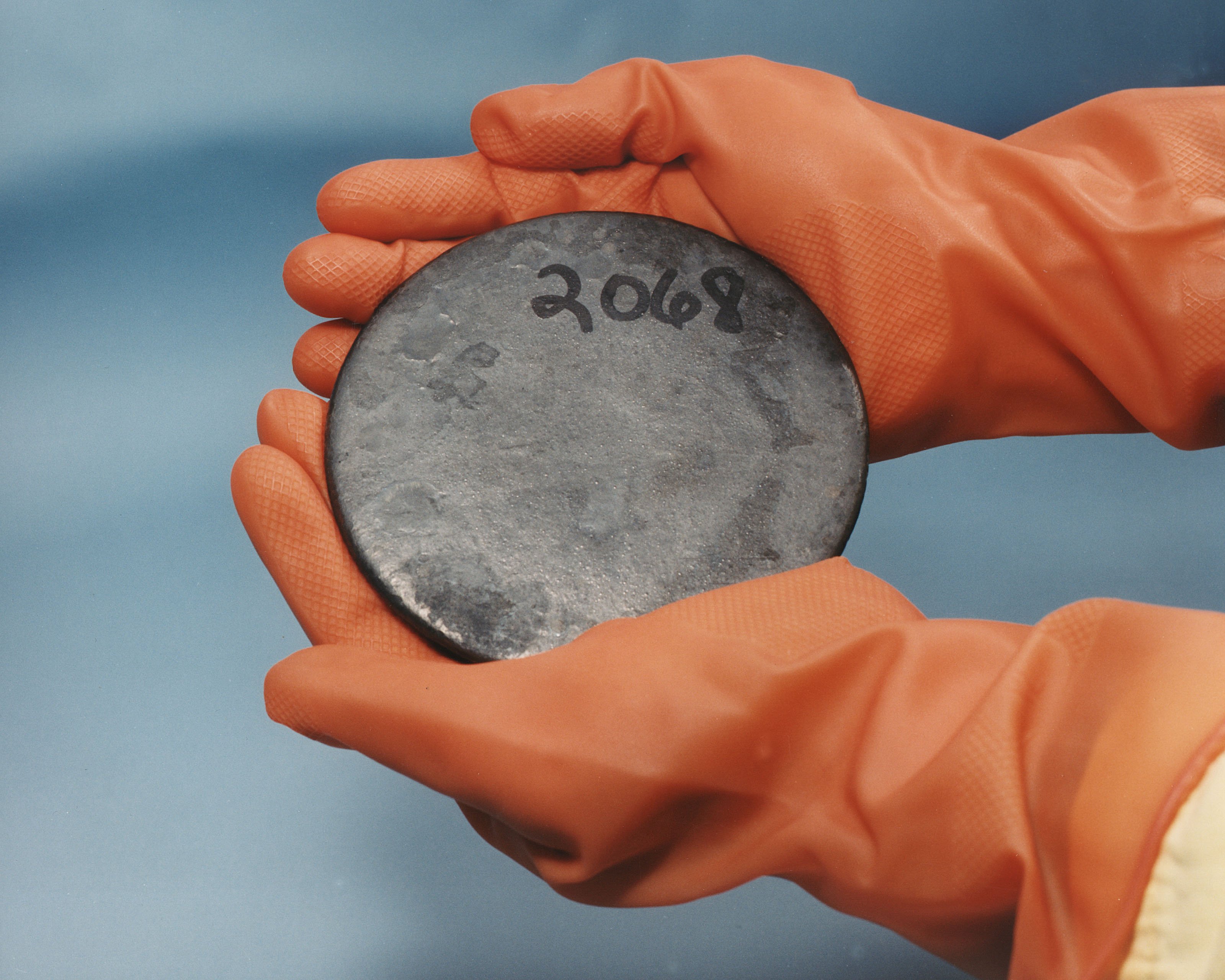
Galet d'Uranium fortement enrichi en isotope U235.

L’uranium de retraitement (URT, en anglais, Recovered Uranium ou Reprocessed Uranium- RU) est généralement produit par le traitement des combustibles d'oxyde d'uranium (UOX) irradiés, produits dans les cycles d'un réacteur à eau légère. Le combustible nucléaire usagé de ces filières contient principalement de l'uranium (de l'ordre de 95 % de la masse), dont la proportion d'uranium 235 (235U) est supérieure à la teneur naturelle, de l'ordre de 1 %.
L’uranium de retraitement enrichi (URE) est de l'uranium de traitement, dont la teneur en 235U a été augmentée par des procédés de séparation isotopique.
Cet uranium de retraitement était peu utilisé, d'une part à cause des inconvénients associés à sa composition isotopique, et d'autre part parce que les cours de l'uranium naturel étaient relativement bas, rendant l'uranium de retraitement peu compétitif. Mais cette situation pourrait évoluer en fonction du marché de l'uranium,. Son principal emploi envisagé est d'être utilisé en l'état, comme matière première dans un cycle surgénérateur au plutonium, en parallèle à de l'uranium appauvri.
Pour mémoire, dans le cycle du combustible nucléaire au thorium, le traitement du combustible nucléaire usé conduit principalement à isoler l'233U (accompagné d'autres isotopes à l'état de traces). L'233U n'est cependant pas considéré comme « uranium de retraitement », mais constitue la matière fissile du cycle.

## Origine
L'uranium de retraitement est issu du traitement du combustible nucléaire usé, lequel peut s'appliquer à deux filières conduisant à des compositions isotopiques assez différentes.
- Dans le cycle du combustible nucléaire, le retraitement du combustible permet de séparer les déchets proprement dits (actinides mineurs et produits de fission) des matières valorisables (uranium, plutonium, et à un moindre degré neptunium). Cet uranium de retraitement est généralement issu des filières de réacteur à eau légère, demandant au départ un enrichissement de l'uranium de l'ordre de 3 à 4 %. L'uranium de retraitement qui en provient a une teneur en 235U de l'ordre du pour cent, ce qui en fait un uranium légèrement enrichi.
- Dans les réacteurs à eau lourde pressurisée fonctionnant avec de l'uranium naturel (filière ne nécessitant pas la mise au point de moyens industriels pour l'enrichissement de l'uranium) et de l'eau lourde, le retraitement est l'opération qui permet d'isoler le plutonium, généralement destiné à un usage militaire dans ce type de filière. Dans ce cas, l'uranium issu du retraitement a une teneur en 235U inférieure à celle de départ, ce qui en fait un uranium appauvri.

## Composition isotopique
L'uranium retraité, qui est passé dans les réacteurs, se distingue cependant de l'uranium « frais » par sa composition isotopique plus complexe, comprenant des isotopes de l'uranium qui ne sont pas présents dans l'uranium naturel :
- L'isotope fissile est 235U, mais  dans environ un cas sur six, une capture neutronique conduit à former de l'236U.
- De manière plus marginale, des réactions (n,2n) successives induite par des neutrons rapides peuvent conduire à former des isotopes de plus en plus légers : 234U voire 233U ou même 232U, formés à partir de 235U.

Ces isotopes capturent des neutrons en réacteur sans être fissiles, et sont donc naturellement des poisons neutroniques nuisibles pour la réactivité du cœur.
D'autre part, ils sont beaucoup plus fortement radioactifs que l'uranium naturel, ce qui fait que les traitements sur l'uranium retraité peuvent poser d'importants problèmes de radioprotection qui ne se posent pas pour l'uranium naturel ou enrichi.
| Isotope | Proportion  | Caractéristiques |
| ------- | ----------- | --- |
| 238     | 99 %        | Isotope fertile |
| 237     | 0 %         | Sans présence significative à l'échelle d'un traitement industriel. De l'ordre de 0,001 % à l'arrêt du réacteur, sa demi-vie est de l'ordre d'une semaine. Il se stabilise rapidement en neptunium 237 qui peut être isolé chimiquement. |
| 236     | 0,4 %-0,6 % | Isotope ni fissile ni fertile. Poison neutronique. |
| 235     | 0,4 %-0,6 % | isotope fissile |
| 234     | > 0,02 %    | isotope fertile, incidence sur la réactivité. |
| 233     | trace       | isotope fissile. |
| 232     | trace       | Dans sa chaîne de désintégration, le thallium-208 est un fort émetteur de rayonnement gamma, ce qui impose de lourdes précautions en radioprotection.                                                                                    |

## Emploi industriel
Après retraitement, cet uranium peut être directement utilisé dans les réacteurs qui consomment de l'uranium naturel ou légèrement enrichi, au même titre que de l'uranium légèrement enrichi.
Ce même uranium peut être réenrichi pour produire de l'uranium faiblement enrichi destiné aux réacteurs de type eau légère. L'uranium ré-enrichi (URE) est de l'uranium de retraitement qui a subi une nouvelle étape d'enrichissement, l'amenant à une teneur en uranium 235 de quelques pour cent.
La présence d'236U, neutrophage et enrichi avec l'235U, impose d'enrichir à des teneurs supérieures à celles nécessaires pour de l'uranium naturel, de manière à compenser la perte de réactivité.
Le réenrichissement de l'uranium de retraitement produit en rejet un uranium qui sera à la fois appauvri et retraité, avec les mêmes inconvénients en radioprotection. En particulier, cet uranium appauvri de retraitement est généralement incompatible avec les emplois de l'uranium naturel ou appauvri comme matériau de constitution dans les usages non nucléaires.

## Réenrichissement industriel
L'installation d'enrichissement française Georges-Besse utilisée jusqu'en 2012 ne permettait pas le réenrichissement. En effet l'organisation même du procédé par diffusion gazeuse conduirait à une dissémination des radioisotopes parasites dans l'ensemble des produits finis.
Seule une installation par ultracentrifugation permet, de fait de l'organisation modulaire de sa production, de produire spécifiquement cet uranium de retraitement enrichi.
À compter de 2020, la nouvelle usine Georges-Besse II pourra réenrichir cet uranium de retraitement.
Jusqu'en 2011, seules deux usines au monde permettaient cette opération, l'usine de Seversk en Russie et l'usine Urenco aux Pays-Bas. Ainsi, en France, EDF confie le retraitement à ces usines, et principalement à la Russie.
Ces transports d'uranium pour ré-enrichissement vers la Russie n'ont clairement été mis en évidence pour le grand public qu'en 2009 lors de l'audition par l'Office parlementaire d’évaluation des choix scientifiques et technologiques de différents responsables d’EDF, de l’ASN, de l’IRSN, du CEA et d’Areva. Les conditions d'exploitation en Russie restent encore relativement opaques,.
Un tiers de l'uranium récupéré à La Hague (soit 280 tonnes par an) est réenrichi en uranium 235 permettant la production de 35 tonnes d'uranium de retraitement enrichi (URE).
Cet uranium est utilisé comme combustible dans deux des quatre réacteurs de la centrale de Cruas. Les deux tiers restants (soit 538 tonnes par an) sont entreposés sur le site de Pierrelatte et constituent une réserve stratégique. Au 31 décembre 2008 ce stock était, selon le Haut Comité pour la transparence et l’information sur la sécurité nucléaire, de l'ordre de 23 000 tonnes (22 530 tonnes sur le site du Tricastin et 480 sur le site de La Hague).
Après avoir recyclé l'uranium de retraitement de 1994 à 2013, EDF avait cessé de le faire à cause d'un process de traitement des effluents non satisfaisant. L'uranium de retraitement (URT) s'accumule donc sur le site Orano du Tricastin ; ce stock dépasse 20 000 tonnes et s'accroît de 1 000 tonnes par an. Une relance du recyclage est en préparation : à partir de 2023, les quatre réacteurs de la centrale nucléaire de Cruas consommeront à nouveau 600 tonnes par an d'uranium de retraitement enrichi (URE), et à partir de 2028 trois réacteurs de 1 300 MW s'ajouteront à ce programme, qui atteindra alors une utilisation d'URE de 1 300 tonnes par an, permettant alors de commencer à faire décroître les stocks. La filière MOX permet déjà à EDF d'économiser 10 % de ses besoins d'uranium naturel ; avec ce programme de recyclage d'uranium de retraitement, l'économie atteindra 20 à 25 % des besoins. L'uranium de retraitement (URT), pour être réutilisé, doit faire l'objet d'une phase de conversion, puis être à nouveau enrichi (URE). L'appel d'offres organisé par EDF pour la réalisation de ces opérations a sélectionné le russe Tenex, du groupe Rosatom, et Urenco ; Framatome assemblera les combustibles à Romans-sur-Isère.
Le recyclage de l'uranium de retraitement pourrait être évité en utilisant directement celui-ci dans des réacteurs de type Candu, comme cela est testé en 2010 en Chine.